# Go Iwase
Go Iwase (磐瀬 剛 Iwase Go?), född 28 juni 1995 i Chiba prefektur, är en japansk fotbollsspelare.
Iwase började sin karriär 2014 i Kyoto Sanga FC. 2016 blev han utlånad till FC Gifu. Han gick tillbaka till Kyoto Sanga FC 2018. 2019 flyttade han till Thespakusatsu Gunma.